# Minna Barnay

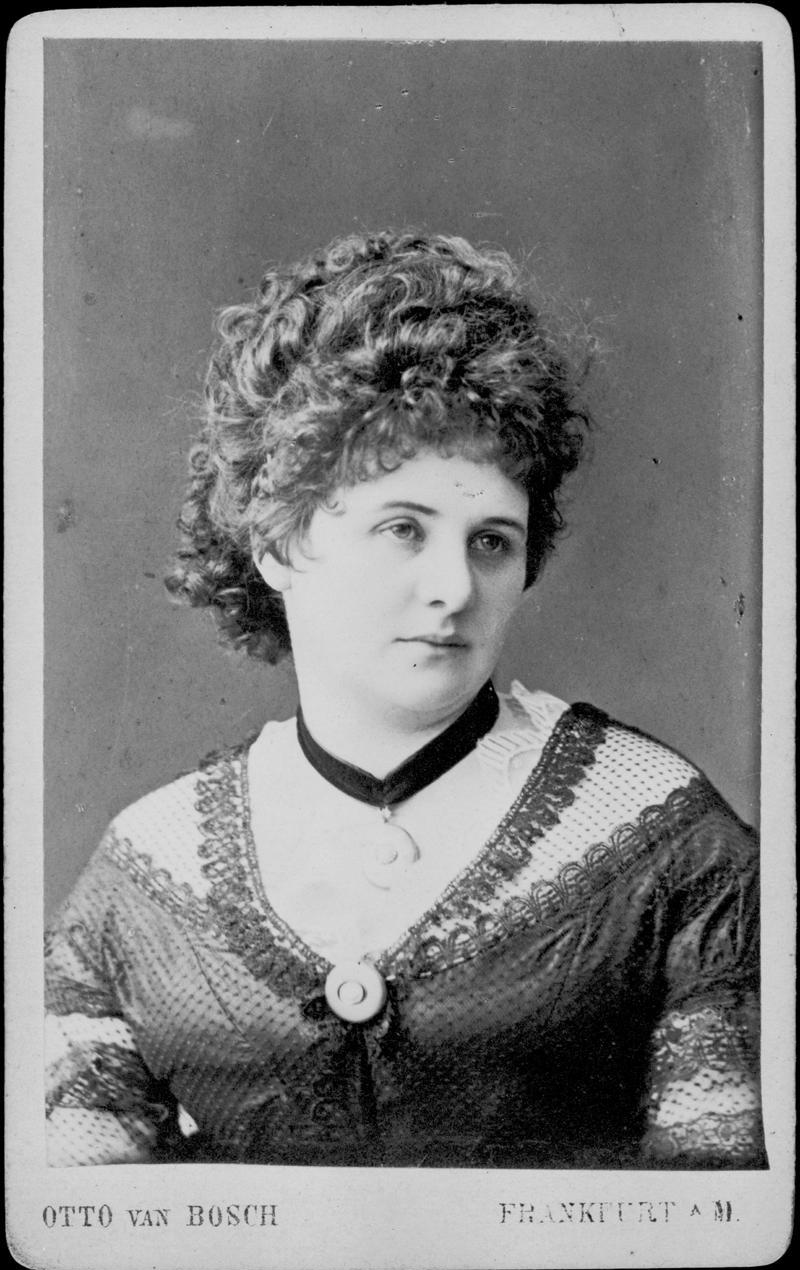
Carte de Visite (CDV) Porträt der Schauspielerin Minna Barnay;
Atelier-Fotografie von Otto van Bosch, Frankfurt am Main, um 1870; Sammlung Manskopf der Universitätsbibliothek Johann Christian Senckenberg

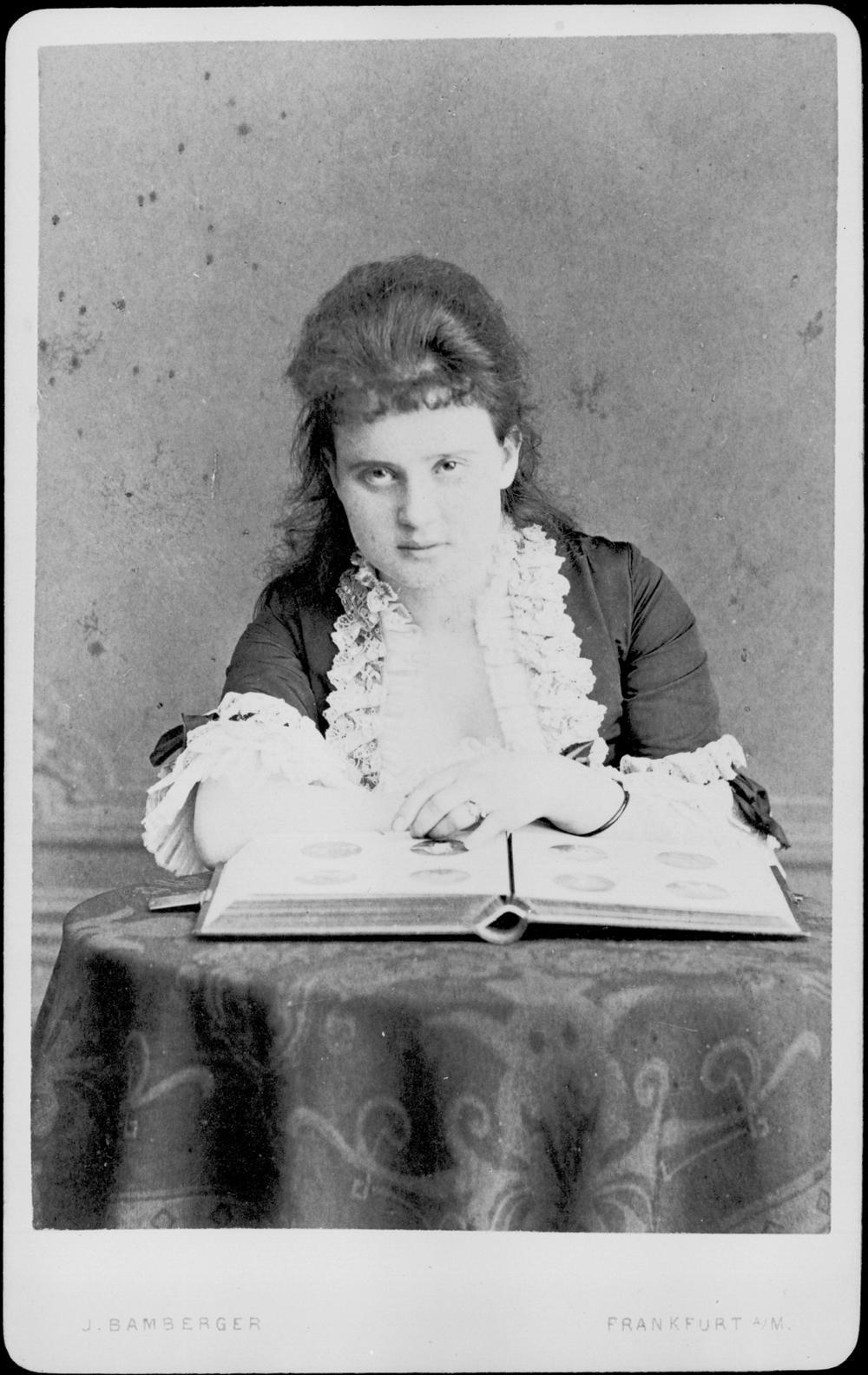
Carte de Visite mit einem Brustbild von Minna Barnay;
Foto von Joseph Bamberger, Frankfurt am Main, um 1870; Sammlung Manskopf

Minna Barnay, auch Minni Barnay, geborene Arndt (* 1852 in Hannover; † 3. Januar 1932 ebenda) war eine deutsche Schauspielerin.

## Leben
Minna Arndt trat als Schauspielerin anfangs in Frankfurt am Main auf, später in Hamburg und Dresden. 1874 wurde sie Mitglied des Königlichen Schauspielhauses in Berlin.
1883 heiratete sie den Schauspieler Ludwig Barnay und zog sich im selben Jahr von der Bühne zurück.
Minna Barnays Grab findet sich auf dem Stadtfriedhof Engesohde.

## Ehrungen
Nachdem der Rat der Stadt Hannover 1999 beschlossen hatte, neue Straßen überwiegend nach Frauen zu benennen, die in der Geschichte der Stadt eine bedeutende Rolle gespielt haben, wurde im August 2011 eine Broschüre herausgegeben, die Angaben über bisherige Straßenbenennungen nach weiblichen Persönlichkeiten gibt und eine Reihe von Personen listet, nach denen zukünftig Straßenbenennungen erfolgen sollten. Unter letzteren ist auch eine Kurzbiographie zu Minna Barnay enthalten.

## Archivalien
An Archivalien von und über Minna Barnay finden sich
- beispielsweise über den Kalliope Verbundkatalog
  - ein Albumblatt und vier Kritiken aus Dresden von 1883; Universität Köln, Theaterwissenschaftliche Sammlung, Institut für Medienkultur und Theater, Signatur Au 291
  - ein handschriftlicher vierseitiger Brief von Marie Seebach vom 3. Juni 1885 aus Dresden an Minni Barnay; Stadtbibliothek Hannover, Signatur 3.6.1885
  - ein Trauerbrief von Minna Barnay vom 16. Februar 1924 aus Hannover an Lilli Lehmann; Staatsbibliothek zu Berlin, Musikabteilung, Signatur Mus.Nachl. Lehmann, L. 1,27[1]